# المحتوى الحراري للمحيط

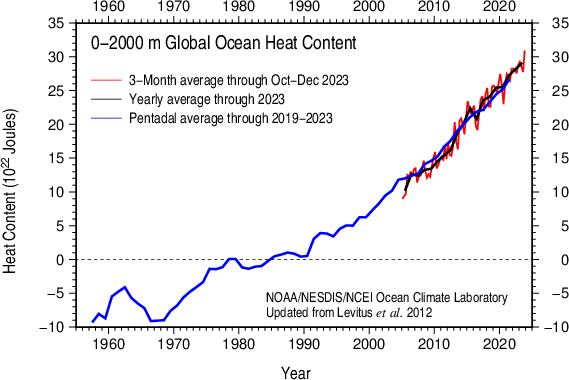

يشير مصطلح المحتوى الحراري للمحيط (OHC) إلى الحرارة التي يمتصها المحيط وتُخزن بعد ذلك كشكل من أشكال الطاقة الداخلية أو المحتوى الحراري. يعتبر علم المحيطات وعلم المناخ من فروع العلوم التي تدرس محتوى حرارة المحيطات. تلعب التغييرات في محتوى حرارة المحيط دورًا هامًا في ارتفاع مستوى سطح البحر بسبب التمدد الحراري. مع انتشار القناعة العامة بأن ارتفاع درجة حرارة المحيطات مثّل 90% من تراكم طاقة ظاهرة الاحتباس الحراري بين عامي 1971 و2010. نشرت نحو ثلث الحرارة الزائدة على عمق أقل من 700 متر. وبالإضافة إلى التأثير المباشر للتوسع الحراري يساهم ارتفاع حرارة المحيطات في زيادة معدلات ذوبان الجليد في الأنهار الجليدية في مضيق جرينلاند والألواح الجليدية في أنتاركتيكا. تعتبر المحيطات الأعلى حرارة مسؤولة أيضًا عن تبييض الشعب المرجانية.

## التغييرات الأخيرة
وجدت العديد من الدراسات في السنوات الأخيرة زيادة تغيرات المحتوى الحراري للمحيط لعقود متعددة في المناطق العميقة والسطحية في المحيطات، وتعزو الدراسة امتصاص الحرارة إلى ارتفاع درجات الحرارة بسبب التأثيرات البشرية على البيئة. تشير الدراسات إلى أنَّ الرياح السطحية للمحيطات وخاصة رياح المناطق القريبة من الاستوائية في المحيط الهادئ تغير التوزيع الرأسي لحرارة المحيط. ويؤدي ذلك إلى تغيرات في التيارات المحيطية وزيادة التغير شبه الاستوائي الذي يرتبط أيضًا بظاهرة إل نينيو والنينا. تُنقل نحو 30% من حرارة الطبقة العليا في المحيط إلى الأعماق اعتمادًا على التغيرات الطبيعية العشوائية خلال سنوات ظاهرة النينا. تشير الدراسات إلى أنَّ التيارات المحيطية تنقل المزيد من الحرارة إلى طبقات المياه الأعمق خلال سنوات النينا، مع تغيرات في دوران الرياح. ارتبطت سنوات من زيادة نسبة اكتساب حرارة المحيطات بالمراحل السلبية لتغير المحيط الهادئ على مدى عقود. يعتبر هذا الأمر ذو أهمية خاصة لعلماء المناخ الذين يستخدمون البيانات لتقدير امتصاص حرارة المحيط.
خلصت دراسة أجريت في عام 2015 إلى أنَّ محتوى المحيط الحراري يزداد من خلال المحيط الهادي، وقد عُوض ذلك عن طريق التوزيع المفاجئ لمحتوى المحيط الحراري في المحيط الهندي.